# 莱克星顿公墓
莱克星顿公墓（英語：Lexington Cemetery）位于美国肯塔基州的萊辛頓，是一座私有的, 非营利性的公墓。其面积达170英亩（0.7平方公里），包括墓地建筑和植物园，白天向公众开放。

## 历史
1848年，由于当时莱克星顿的墓地已不能满足需要，肯塔基州通过法令，筹款建造一座公墓。1849年公墓完工，1852年被称为“伟大的调解者”的亨利·克莱遗体被送回肯塔基故乡安葬入莱克星顿公墓，人们为此建立在公墓中建立了亨利·克莱纪念碑。1860年代，公墓葬入近千名南北战争的战士和死难者。1937年起，大量的树木和花卉开始植入公墓，使得公墓除了作为逝者的安息之所之外，还开始作为美丽的植物园供人游览。
至今，墓地现已有超过65,000个墓位。种植的树种包括黄杨，樱桃树,海棠，山茱萸，白玉兰，红豆杉以及众多花卉如秋海棠，菊花，鸢尾花，水仙，马樱丹，百合，郁金香。公墓声称这里生长着世界最大的一棵美洲椴树，但是按照美国国家大树的登记记录，最大的美洲椴树是在宾夕法尼亚州的蒙哥馬利郡。

## 葬于此处的名人
- 詹姆斯里·艾伦，作家。
- 米尔顿·巴洛，天文馆的发明者。
- 约翰·布雷肯里奇，第十四任美国副总统。
- 亨利·克莱，伟大的调解者，历史上最伟大的美国参议员之一。
- 阿道夫·拉普，肯塔基大学篮球队主教练，1969年入选篮球名人堂。

## 註腳
1. ↑  . National Register of Historic Places. National Park Service. 2007-01-23.